# باباغازه

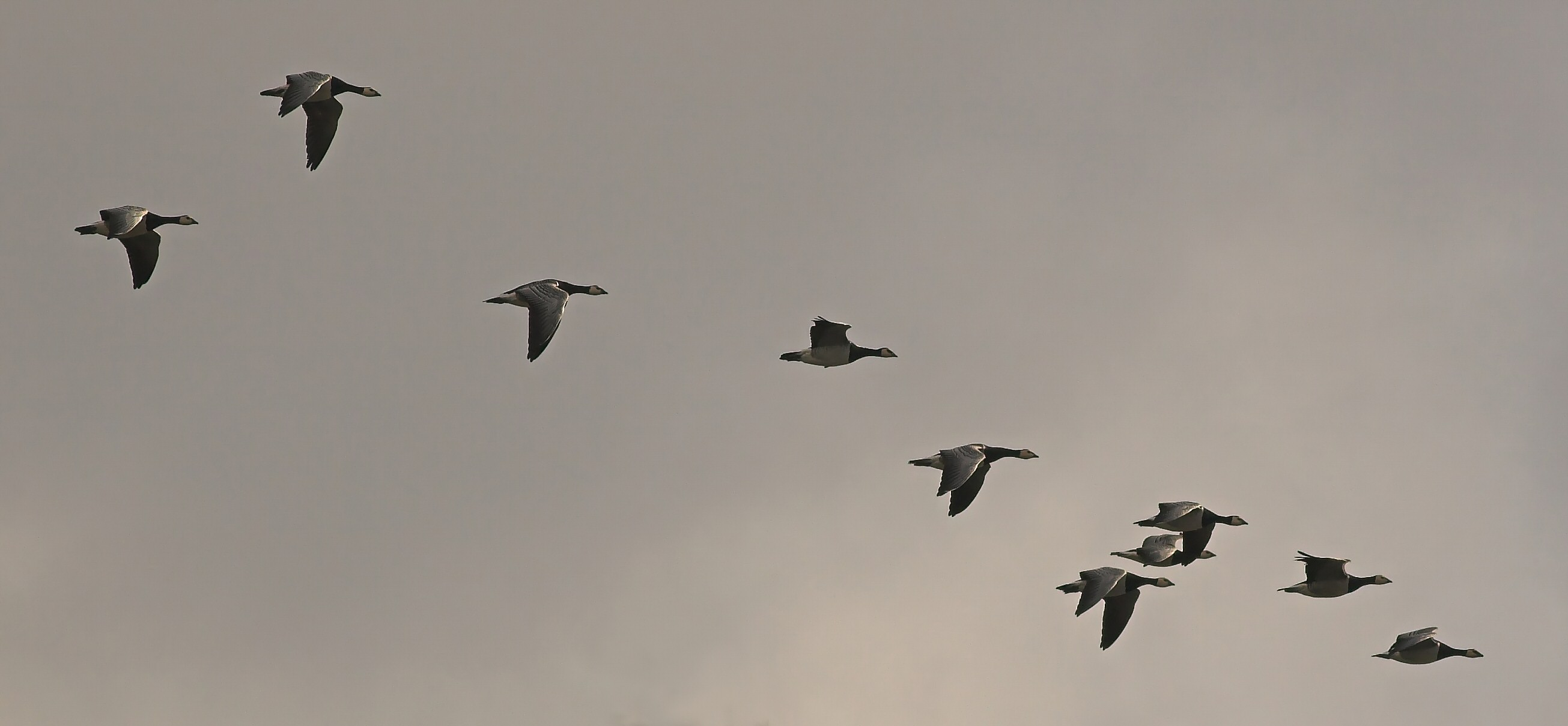
گله غازها در هنگام مهاجرت پاییزی

باباغازه (کره‌ای با الفبای انگلیسی: gireogi appa) (کره ای: 기러기 아빠، به معنای واقعی کلمه "پدر غاز") یا گیرئوگی آپا یک اصطلاح در کره جنوبی است و به مردی اشاره می‌کند که در بازار کره کار می‌کند اما همسر و فرزندانش، برای رفاه بیشتر خانواده و آموزش بهتر زبان به  در یک کشور انگلیسی زبان مانند ایالات متحده، کانادا، انگلستان، استرالیا یا نیوزلند زندگی می‌کنند. این اصطلاح از این واقعیت الهام گرفته شده‌است که غازها گونه‌هایی هستند که مهاجرت می‌کنند، همان‌طور که بابا غازه‌ها برای دیدن خانواده خود باید مسافت زیادی را طی کند. تخمین زده می‌شود که تعداد بابا غازه‌ها در کره جنوبی به ۲۰۰۰۰۰ مرد برسد. کلمه "گیرئوگی آپا" در گزارش "2002 New Word" توسط آکادمی ملی زبان کره ای ابداع شد.

## پیامدهای اجتماعی
جهت تامین محیط آموزشی بهتر، مادران معمولا تصمیم میگیرند تا با فرزندانشان در یک کشور خارجی زندگی کنند و پدر در کره تنها میماند.  برای این باباغازه‌ها دشوار است تا به گونه‌ای معمول با فرزندان و همسر خود در  تعامل باشند و در نتیجه پدران تنها مانده و از تنهایی و تک‌افتادگی شدید رنج خواهند برد. تبعات ناشی از این تنهاماندگی سبب میشود تا این پدران با افرادی به غیر از همسر خود رابطه جنسی داشته‌باشند، دست به خودکشی بزنند یا در تنهایی بمیرند.
باور بر این است که بیش از ۴۰۰۰۰ دانش آموز اهل کره جنوبی صرفاً بابت بهبود توانایی‌شان در انگلیسی صحبت کردن در ایالات متحده، کانادا، انگلیس، استرالیا، نیوزلند، فیلیپین، سنگاپور و مالزی زندگی می‌کنند. تا سال ۲۰۰۹، بیش از ۱۰۰۰۰۰ دانشجوی کره ای در خارج از کشور تحصیل می‌کردند. حداقل در برخی از موارد، دستکم یک مادر کره‌ای زندگی در خارج از کشور را با فرزندانش انتخاب می‌کند، دلیل دیگری هم برای این تصمیم وجود دارد آن هم دوری کردن از مادرشوهر خود است که ممکن است به دلیل کنفوسیوس‌گرایی کره‌ای، رابطه‌ای پرتنش با او وجود داشته‌باشد.

## اصطلاحات مرتبط
اگر باباغازه دارای تمکن مالی مناسبی باشد تا بتواند برای ملاقات‌های مکرر با خانواده اش هزینه کند، او را «بابا عقابه» (독수리 아빠) خطاب می‌کنند، اما اگر توانایی مالی مرد بالا نباشد و در نتیجه آن سفرهایش به خارج را محدود شوند، از او به عنوان «بابا پنگوئن» یاد می‌شود (펭귄 아빠) زیرا او بسان پنگوئن نمی‌تواند پرواز کند و ممکن است سال‌ها خانواده‌اش را نبیند. اگر مرد توانایی مالی فرستادن فرزندانش به خارج از کشور را نداشته باشد، یک استودیوی کوچک برای همسر و فرزندانش در گانگنام، منطقه ای در هاگوون، اجاره می‌کند، این پدر را «پدر گنجشکه» می‌نامند (참새 아빠). اگر آن مرد فرزندانش را به مدرسه ابتدایی در دایچی بفرستد و اقامتگاهی اجاره کند به او «پدر دایجئودونگ» (대전동아빠) می‌گویند.